# Virgiliu Parghel
Virgiliu Parghel (n. 2 mai 1954, Iași) este un pictor român.

## Biografie
Tatăl său, Eugeniu, a fost subinginer silvicultor. După ce a fost deținut politic timp de trei ani a murit la scurt timp după întoarcerea acasă, la doar 35 de ani, Virgiliu rămânând orfan la 5 ani. Mama era asistentă medicală, cu preocupări artistice, pictoriță amatoare care l-a încurajat și l-a ajutat să-și fructifice talentul de pictor.
A fost căsătorit cu Anca Parghel, cântăreață și profesoară de jazz.

### Studii
După ce a absolvit Liceul de Muzică și Arte Plastice Octav Băncilă din Iași (1969-1973), unde i-a avut ca profesori pe Liviu Suhar, Mihai Ispir, Nicolae Ghiligor și-a continuat studiile la Institutul de Arte Plastice Nicolae Grigorescu București, Secția Pictură (1975-1979) la clasa maestrului Corneliu Baba, care i-a avut ca asistenți pe Marius Cilievici, Liviu Lăzărescu și Valeriu Boborelu.

### Activități profesionale
- 1979-1990 – profesor de desen la Suceava,
- 1990-1993 - Asistent la Conservatorul de Artă de la Iași,
- 1993-2006 -  Lector la Institutul de artă din București.

Din anul 2006 este pictor liber-profesionist.
În 2002 a lucrat prima sa pictură murală, realizând împreună cu cinci studenți un decor de 120 m² pe un calcan al Institutului Francez din București, inspirat din opera pictorului francez de origine islandeză Erro.

### Mostre personale
Iași, 1973, 1987, 1991, 1992; Suceava, 1974, 1980, 1984, 1986; București, 1995 - 2003 
Bruxelles / Belgia, 2001

### Mostre în grup
București 1985 - 2003; Bruxelles / Belgia, 1999; Veneția / Italia, 1998; Cernăuți / Ucraina, 1985, 1988

### Opere în colecții publice
Muzeul de Artă din Suceava.

### Opere în colecții private
România, Germania, Franța, Belgia, Elveția, Italia, Anglia, SUA, Grecia.